# Ragnhild Gulbrandsen
Ragnhild Øren Gulbrandsen (* 22. Februar 1977 in Trondheim) ist eine ehemalige norwegische Fußballspielerin.

## Karriere

### Vereine
Gulbrandsen spielte im Alter von 20 Jahren für die erste Mannschaft des Trondheims-Ørn SK. Von 1997 bis 1999 bestritt sie in der Eliteserien 36 Punktspiele, in denen sie 39 Tore erzielte. In den Spielzeiten 2000 und 2001 – nunmehr in der Toppserien – kam sie in 41 Punktspielen zum Einsatz, in denen ihr 66 Tore gelangen.
In die Vereinigten Staaten gelangt, war sie in zwei Spielzeiten für die Boston Breakers in der WUSA, der weltweit ersten Profiliga im Frauenfußball aktiv.
Nach Norwegen zurückgekehrt, war sie für ihren ehemaligen Verein Trondheims-Ørn SK 2004 ein zweites Mal aktiv und erzielte 21 Tore in 21 Punktspielen. Zuletzt wirkte sie beim Asker Fotball.

### Nationalmannschaft
Nachdem Gulbrandsen für die Nachwuchsnationalmannschaft des NFF der Altersklasse U20 vom 12. Mai 1995 bis zum 8. August 1997 in 17 Länderspielen zum Einsatz gekommen war und acht Tore für diese erzielt hatte, debütierte sie am 10. März 1997 in der A-Nationalmannschaft, die im ersten Spiel der Gruppe A im Turnier um den Algarve-Cup die Nationalmannschaft Finnlands mit 5:1 bezwang, wozu sie ein Tor beitrug.
Ihre Teilnahme mit der Mannschaft am olympischen Fußballturnier 2000 in Sydney endete mit dem Turniersieg, nachdem die US-amerikanische Nationalmannschaft mit 3:2 nach Golden Goal bezwungen werden konnte; ihr gelang der Treffer zur 2:1-Führung in der 77. Minute.

## Erfolge
- Olympische Goldmedaille 2000
- Norwegischer Meister 1997, 2000, 2001
- Norwegischer Pokal-Sieger 1997, 1998, 1999, 2001